# Unidad de Inteligencia Financiera
Se llama Unidad de Inteligencia Financiera, también conocida por sus siglas UIF o FIU (del inglés Financial Intelligence Unit), a la entidad nacional que como autoridad supervisora recibe de forma centralizada informes sobre operaciones sospechosas de blanqueo de capitales y financiación del terrorismo que proporcionan las instituciones financieras y otras entidades privadas, y las trata, analiza y convierte en inteligencia, a fin de transmitirla a las autoridades competentes con el fin de combatir y prevenir actividades ilícitas.
Las UIF pueden ser de carácter administrativo (suelen depender de órganos de naturaleza tributaria), policial o mixto (mezclan carácter administrativo y policial).
La que más importancia tiene es la Financial Crimes Enforcement Network (FinCEN) que controla la actividad de los grandes bancos en el circuito financiero internacional como HSBC, Deutsche Bank y JP Morgan ya que son los intermediarios que pueden aprobar transferencias de fondos internacionales en dólares para transportar el dinero hacia su destino final, lo cual es vital para los que quieren blanquear dinero. Cuando se quiere lavar dinero típicamente se deposita en un pequeño banco local que no presta mucha atención al origen de sus fondos. Pero después, para tener el dinero seguro en una o varias cuentas en el extranjero, hace falta pasar esos bancos importantes que tienen acceso al mercado financiero estadounidense, por el cual pasa casi la totalidad de los flujos internacionales de capitales.

## Informe de Actividad Sospechosa
Con el fin de prevenir posibles conductas delictivas, como el blanqueo de capitales o la financiación del terrorismo, cuando las instituciones financieras detectan transacciones sospechosas, es obligatorio informarlas a la Unidad de Inteligencia Financiera nacional correspondiente. Para ello presenta un informe de actividad sospechosa o SAR (del inglés Suspicious Activity Report), un documento que cumple las regulaciones correspondientes.

## Grupo Egmont
Las primeras UIF aparecieron a principios de la década de los 90. Empezaron a formar una red informal de las UIF que finalmente dieron lugar al Grupo Egmont, una supra estructura de organismos internacionales de inteligencia financiera con sede en Toronto (Canadá) que, en este momento, agrupa a más de 150 UIF.

## Críticas a funcionamiento
A raíz de las filtraciones de documentos SAR en los llamados FinCEN Files, ha habido críticas al funcionamiento real de este tipo de entidades ya que una vez que el Informe de Actividad Sospechosa ha sido transmitido, los bancos pueden detener una transacción si parece sospechosa aunque no están obligados. De hecho, según las filtraciones, en más del 50% de los casos, los bancos no bloquearon estas operaciones dudosas. De esta forma no se hacen responsables de las consecuencias de las transacciones y obtienen las jugosas comisiones al aprobar esas transacciones. El dinero que estos bancos ganan, gracias a movimientos sospechosos de fondos, supera con creces las sanciones que a veces les puedan infligir las autoridades financieras por lo que es habitual que reincidan.
Además, se producen los llamados informes defensivos debido a que la presentación de un SAR limita la culpabilidad legal de un banco, inmunizándolo a él y a sus ejecutivos de enjuiciamiento relacionado con la transacción denunciada, los bancos presentan cada vez más los SAR con un nivel bajo de sospecha. Este enfoque traslada una carga cada vez mayor de investigación sobre los hombros de los organismos encargados de hacer cumplir la ley del país. Por lo tanto se agraba el problema de la falta de fondos, la falta de personal y un número creciente de casos SAR sin resolver, que están creciendo más rápido que la capacidad para investigarlos.
Por ejemplo, en 2011 JP Morgan pagó 88.300.000 dólares por violar las sanciones económicas contra Irán y otros países sujetos a embargos de Estados Unidos. En 2013, funcionarios del Departamento del Tesoro de los Estados Unidos sancionaron al banco con una orden de “cese y desistimiento”, que detalló “deficiencias sistémicas” en sus medidas contra el blanqueo de dinero y apuntó que el banco había “fallado a la hora de identificar volúmenes significativos de actividades sospechosas”. En enero de 2014, el banco pagó otros 2.600.000 dólares para cerrar investigaciones sobre su papel en el esquema de Madoff. Entre 2013 y 2016, JP Morgan movió 200 millones de dólares para Jho Low, un banquero acusado por las autoridades de varios países de diseñar el fraude de 4.500 millones de dólares a partir de un fondo de desarrollo económico de Malasia (escándalo 1MDB). JP Morgan también movió dinero de empresas y personas relacionadas con escándalos de corrupción en Venezuela (Aristóbulo Iztúriz, Derwick Associates) y Ucrania. Entre enero de 2010 y julio de 2015 JP Morgan movió capitales para Semion Mogilevich jefe de la mafia rusa y según el FBI involucrado en el tráfico de armas y drogas, extorsión y asesinatos.
En 2012 el banco Standard Chartered acordó hoy pagar una multa de 340 millones de dólares a las autoridades de Nueva York para poner fin a una investigación por supuestamente ocultar durante casi una década transacciones con entidades iraníes por valor de 250.000 millones de dólares. En 2019 Standard Chartered pagó una multa de 1.100 millones a Estados Unidos y Reino Unido por haber provisto servicio a clientes con conexiones iraníes entre 2012 y 2014. En diciembre de 2019 empleados del Standard Chartered Bank quienes se opusieron a dejar pasar transacciones ilegales y cooperaron con el FBI en la investigación de lavado de dinero de capital iraní bajo sanción de EE. UU., denunciaron amenazas, acosos y despidos.
Antiguos empleados de HSBC declararon a periodistas que el banco solo les daba herramientas para pasar una mirada superficial sobre los grandes flujos de dinero, y que las oficinas de HSBC fuera de Estados Unidos los ignoraban cuando solicitaban información sobre quién se escondía detrás de las grandes transacciones.
Para mejorar el sistema algunos proponen que además de un Informe de Actividad Sospechosa se debería:
- Obligar a que estas instituciones tuvieran que comunicar a las autoridades la identidad precisa de los clientes a quienes corresponden estas operaciones ya que con mucha frecuencia en los 'SAR' filtrados, el banco afirma no haber podido identificar el verdadero beneficiario de las transacciones. Esta obligación llevaría a emprender más investigaciones exhaustivas sobre el origen de los fondos. En septiembre de 2020, el gobierno del Reino Unido anunció planes para exigir la verificación de identidad obligatoria de quienes se registren como directores de empresas. Días después, el gobierno de las Islas Vírgenes Británicas, un conocido refugio para el lavado de dinero, anunció su compromiso de crear un registro de beneficiarios reales de acceso público.
- Condenar a los banqueros a penas de cárcel como efecto disuasorio.
- Aumentar la capacidad de las Unidades de Inteligencia Financiera. El FinCEN, con aproximadamente 270 empleados, recopila, analiza y comparte con otras entidades, más de 2 millones de nuevos informes de actividad sospechosa cada año, procedentes de bancos y otras firmas financieras.[5] También se ha detectado falta de personal en la UIF de Alemania.
- Obligar a aumentar la capacidad e importancia de empleados de entidades bancarias dedicados al cumplimiento a investigación del lavado de dinero.
- Aumentar sanciones por informe fuera de plazo. Aunque se debe presentar un SAR dentro de los 60 días posteriores a la detección de actividad sospechosa, el tiempo medio de notificación de los SAR contenidos en los FinCEN Files fue de 166 días.[6] Esta latencia muestra cómo los bancos procesan las transacciones sospechosas con impunidad, solo para reportar retrospectivamente la actividad potencial de lavado de dinero a la FinCEN cuando ya es demasiado tarde.[6]
- Establecer nuevas pautas sobre cómo se informan los SAR para que se presenten menos SAR superficiales y ser más rápidos en reportar transacciones sospechosas más obvias.
- Reformar el paradigma actual de 'consentimiento presunto' (en el que se entiende que los bancos tienen consentimiento para procesar transacciones sospechosas después de informarlas a menos que reciban solicitudes específicas de no hacerlo). Algunas jurisdicciones, como la de Jersey, entienden que no puede haber consentimiento para procesar una transacción una vez que se identifica como potencialmente sospechosa. Sin embargo, ese cambio parece inviable en la actualidad en países con centros de actividad financiera importante, pero puede ser más probable si se puede aprovechar la tecnología para escanear y filtrar transacciones. Sin embargo, hasta entonces, si los bancos tienen pruebas de que los delincuentes están moviendo efectivo a través del sistema, deben tomar medidas de inmediato.

Todas estas críticas han producido un replanteamiento del funcionamiento del control del lavado de dinero. En 2020 la FinCEN anunció la reforma del sistema que comenzó con la recogida de comentarios.

## Casos en el mundo
Las Unidades de Inteligencia Financiera (UIF) han intervenido en numerosas investigaciones internacionales sobre delitos económicos, lavado de dinero y estructuras financieras opacas. Algunos de los casos más relevantes incluyen:
- En Malasia, el escándalo del fondo soberano 1Malaysia Development Berhad (1MDB) reveló un fraude de más de 4.500 millones de dólares. UIF de diversos países colaboraron para rastrear fondos desviados por el banquero Jho Low, con la participación de entidades como JP Morgan y Goldman Sachs.[5]

- En Venezuela, UIF extranjeras y organismos judiciales han indagado sobre el papel de empresas como Derwick Associates y exfuncionarios públicos vinculados a operaciones sospechosas de lavado de activos mediante bancos internacionales.[5]

- En Argentina, se investigó en 2024 un presunto esquema de evasión fiscal y lavado de dinero vinculado a la organización de la Maratón de Buenos Aires, a través de la Fundación Ñandú y empresas relacionadas. La denuncia, presentada por el diputado Rodolfo Tailhade, alcanzó a Ricardo Roa, editor general del diario Clarín, y su hijo, Ruy Diego Roa. Según la acusación, se utilizó una estructura sin fines de lucro para canalizar ingresos millonarios mediante la empresa Ticketear S.A., sin rendición de cuentas ni licitaciones públicas. La UIF Argentina abrió investigaciones en el fuero federal.[10][11]

- En Estados Unidos, los FinCEN Files revelaron cómo bancos como HSBC, Standard Chartered y Deutsche Bank permitieron transacciones sospechosas por miles de millones de dólares a pesar de tener conocimiento previo de los riesgos, lo que generó una ola de críticas al sistema actual de control del lavado de dinero.[3][9]

Estos casos ponen de manifiesto los desafíos estructurales que enfrentan las UIF para prevenir el uso indebido del sistema financiero por parte de redes criminales, actores políticos y empresariales con poder e influencia.

## Ejemplos
Algunos ejemplos de Unidades de Inteligenicia Financiera son:
- Alemania: Zentralstelle für Finanztransaktionsuntersuchungen (FIU)
- Corea del Sur: The Korea Financial Intelligence Unit (KoFIU)
- Eslovenia: Office for Money Laundering Prevention (OMLP)
- Estados Unidos: Financial Crimes Enforcement Network (FinCEN)
- Francia: Traitement du renseignement et action contre les circuits financiers clandestins (Tracfin)
- México: Unidad de Inteligencia Financiera (UIF)
- Mónaco: Service for Information and Monitoring of Financial Networks (SICCFIN)
- Estonia: Financial Intelligence Unit - Estonia (MLIB)
- Jersey: States of Jersey Police & Customs Joint Financial Crime Unit (FCU-Jersey)
- Hungría: Hungarian Financial Intelligence Unit (HFIU)
- Bolivia: Unidad de Investigaciones Financieras (UIF)
- España: Servicio Ejecutivo de la Comisión de Prevención del Blanqueo de Capitales e Infracciones Monetarias (SEPBLAC).
- Venezuela: Unidad Nacional de Inteligenicia Financiera (UNIF)
- Rusia: Federal Financial Monitoring Service (Rosfinmonitoring)
- Colombia:  Unidad de Información y Análisis Financiero (UIAF)
- Chile: Unidad de Análisis Financiero (UAF)
- Rumania: National Office for Prevention and Control of Money Laundering (ONPCSB).